# Alain Desaever
Alain Desaever (Nieuwpoort, 3 ottobre 1952 – Roeselare, 6 giugno 2014) è stato un ciclista su strada e pistard belga, professionista dal 1976 al 1983.

## Carriera
Le sue più grandi vittorie sono state la Gullegem Koerse e il GP Raf Jonckheere, entrambi nel 1982. Fu gregario di Freddy Maertens e di Michel Pollentier, tra gli altri. Ha corso il Tour de France due volte, ma non l'ha mai terminato; si ritirò poi dal ciclismo nel 1983.

## Palmares
- 1976

De Kustipij
- 1980

Omloop Van de Westkusk
- 1981

De Kustpijl
- 1982

Gullegem Koerse
GP Raf Jonckheere
- 1983

De Kustpijl
- 1984

De Kustpijl

## Piazzamenti

### Grandi Giri
- Giro d'Italia

1977: 39°
1978: 46°
- Tour de France

1979: ritirato
1980: ritirato
- Vuelta a Espana

1977: 51°
1979: 67°
1982: 64°

### Classiche monumento
- Milano-Sanremo

1977: 134º
- Giro delle Fiandre

1981: ritirato
- Parigi-Roubaix

1978: ritirato